# Down II: A Bustle in Your Hedgerow
Down II: A Bustle in Your Hedgerow är gruppen Downs andra album, utgivet 2002.
Namnet "A Bustle In Your Hedgerow" är hämtad från en text från Stairway to Heaven av bandet Led Zeppelin.
Detta var Downs första album på sju år efter inspelningen på deras debutalbum NOLA. Bandet hade uppehåll 1996 då medlemmarna i bandet hade fokus på deras huvudband, dvs. Pantera, Eyehategod, Corrosion of Conformity och Crowbar. Down återförenas 1999 tillsammans med Pantera-basisten Rex Brown, som nu ersätter Todd Strange, då han lämnade musiken för att fortsätta sitt vardagliga jobb som snickare. Down fokuserade på att ha en "bluesigare" känsla med denna album, så de flyttade in till Phil Anselmos stuga "Nosferatu's Liar" i södra Louisiana, där de spelade in hela albumet på 28 dagar utan att lämna huset.

## Låtlista
1. "Lysergik Funeral Procession" (Anselmo/Keenan/Bower/Windstein) - 3:10
2. "There's Something on My Side" (Anselmo/Keenan/Windstein) - 5:21
3. "The Man That Follows Hell" (Anselmo/Keenan) - 4:33
4. "Stained Glass Cross" (Anselmo/Keenan/Bower) - 3:37
5. "Ghosts Along the Mississippi" (Anselmo/Keenan/Windstein/Bower/Brown) - 5:06
6. "Learn From This Mistake" (Anselmo/Keenan/Brown) - 7:14
7. "Beautifully Depressed" (Anselmo/Keenan/Windstein/Bower) - 4:53
8. "Where I'm Going" (Anselmo/Keenan) - 3:11
9. "Doobinterlude" (Bower) - 1:51
10. "New Orleans Is a Dying Whore" (Anselmo/Windstein/Keenan/Bower) - 4:16
11. "The Seed" (Anselmo/Keenan/Bower) - 4:21
12. "Lies, I Don't Know What They Say But..." (Anselmo/Keenan/Brown) - 6:21
13. "Flambeaux's Jamming With St. Aug" (Bower) - 1:00
14. "Dog Tired" (Anselmo/Keenan/Bower) - 3:22
15. "Landing on the Mountains of Meggido" (Anselmo) - 7:49

## Medverkande
- Phil Anselmo – sång, gitarr på "Landing on the Mountains of Meggido"
- Pepper Keenan – gitarr
- Kirk Windstein – gitarr
- Rex Brown – bas
- Jimmy Bower – trummor
- Stephanie Opal Weinstein - sång på "Landing on the Mountains of Meggido"